# Route nationale 24 (Madagaskar)
Route nationale 24 (RN 24) is een nationale weg in Madagaskar van 45 kilometer. De weg begint nabij Mananjary en eindigt in Vohilava. Ze is volledig gelegen in de regio Vatovavy-Fitovinany.